# Lac de Montarrouye
Le lac de Montarrouye est un lac pyrénéen français situé dans les communes d'Ancizan et de Campan dans le département des Hautes-Pyrénées en région  Occitanie.
Le lac a une superficie de 0,7 ha pour une altitude de 1 936 m, il atteint une profondeur de 4 m.

## Toponymie
Le lac tient son nom du pic de Montarrouye qui le domine à 2 568 m.
Mont signifie « sommet » arrouye signifie « rouge » donc le lac du sommet rouge.

## Géographie
Situation : vallée de Campan.

### Topographie
|                              |                                 |                                   |
| Soum de Marianette (2 354 m) | lac de Montarrouye              | Soum de Coste Oueillère (2 453 m) |
| Pic de Montarrouye (2 568 m) | Lac de Cul des Gourgs (2 282 m) |                                   |

## Protection environnementale
Le lac fait partie d'une zone naturelle protégée, classée ZNIEFF de type 1 : Montagne des Quatre Véziaux, Montarrouye et Gaoube et de type 2 : Bassin du haut Adour.

## Voies d'accès
Le niveau est facile : 2 h pour les confirmés, 2 h 30 pour les novices.
Carte IGN 1:50 000 = Campan (feuille XVII-47)
Carte IGN 1:25 000 = Néouvielle - Vallée d'Aure (feuille 276)
- Depuis Tarbes, passer Bagnères-de-Bigorre et Campan. Continuer sur la route du Col d'Aspin et passer la Séoube. À l'entrée du plateau de Payolle, prendre la route forestière à droite (colonie de vacances) ; à 500 mètres environ, prendre une autre route forestière qui finit sous le Sarrat de la Gleize.

- Au départ, suivre le chemin d'exploitation sous le bois du Castet qui part, vers le nord, rejoindre la vallée de la Gaoube (Gaube en occitan). Laisser à main droite les bergeries de l'Artigussy, puis celles du Sarroua (refuge en cas de mauvais temps) à flanc de montagne. Continuer sur le fond de la vallée, toujours rive droite de la Gaoube. Le chemin devient sentier et s'élève peu à peu jusqu'à un goulet qu'on franchit sans problème. Après une côte assez rude, on atteint la cabane du Pla des Gats. Continuer sur le sentier cairné qui passe rive gauche et monte sous le flanc sud du Tuhou Gran. Au creux de la Coume Herrade, on arrive au lac de Montarrouye.

- Cette vallée est souvent lieu de brouillard et de mauvais temps, mais si vous avez la chance d'y accéder par beau temps, le paysage est somptueux.

- On peut continuer plus haut jusqu'au lac de Cul de Gourg et la vallée du lac du Campana de Cloutou. Rajouter deux bonnes heures.